# Vlag van Nijkerk

Vlag van de gemeente Nijkerk

Vlag van Nijkerk (1964-2000)

De vlag van Nijkerk werd op onbekende datum, maar na verlening van het wapen in 2000 bij raadsbesluit vastgesteld als gemeentelijke vlag van de Gelderse gemeente Nijkerk. 
De vlag bestaat uit een blauwe achtergrond. In de broek is het linkergedeelte van het gemeentewapen uit 2000 opgenomen, terwijl aan de linkerzijde van de vlucht de leeuw uit het gemeentewapen is afgebeeld.

## Geschiedenis

De defileervlag van 1938

Tijdens het defilé in Amsterdam ter gelegenheid van het veertigjarig regeringsjubileum van koningin Wilhelmina op 6 september 1938 trokken afgevaardigden van iedere Nederlandse gemeente langs de vorstin. Iedere delegatie werd voorafgegaan door een drager met een gemeentevlag. Het feit dat het merendeel van de gemeenten in Nederland op dat moment geen eigen vlag had, bracht de organisatie van het defilé ertoe de ontbrekende vlaggen zelf te ontwerpen. Dit werd een vierkante defileervlag met de kleuren van de betreffende provincievlag met daarop in het kanton een afbeelding van het gemeentewapen. Voor Gelderland was de basis een vlag met twee gelijke horizontale banen in de kleuren geel en blauw. 
Op 28 februari 1964 werd een andere vlag aangenomen: een gele leeuw met geheven zwaard uit het toenmalige gemeentewapen op een blauw doek. Na de samenvoeging van Hoevelaken met Nijkerk moest een nieuwe vlag worden ontworpen.

## Officieuze vlaggen
Sierksma vermeldt in 1962 het gebruik van twee onofficiële vlaggen:
1. Linksgeschuind van blauw en geel: deze werd door de burgerij gebruikt;
2. Twee even hoge banen van geel en blauw: deze werd door de gemeente gebruikt.

?Vlag voor de burgerij (officieus)
?Vlag voor de stad (officieus)

## Verwante afbeeldingen

Wapen van Nijkerk (sinds 2000)
Wapen van Nijkerk (tot 2000)

Aalten ·
Apeldoorn ·
Arnhem ·
Barneveld ·
Berg en Dal ·
Berkelland ·
Beuningen ·
Bronckhorst ·
Brummen ·
Buren ·
Culemborg ·
Doesburg ·
Doetinchem ·
Druten ·
Duiven ·
Ede ·
Elburg ·
Epe ·
Ermelo ·
Harderwijk ·
Hattem ·
Heerde ·
Heumen ·
Lingewaard ·
Lochem ·
Maasdriel ·
Montferland ·
Neder-Betuwe ·
Nijkerk ·
Nijmegen ·
Nunspeet ·
Oldebroek ·
Oost Gelre ·
Oude IJsselstreek ·
Overbetuwe ·
Putten ·
Renkum ·
Rheden ·
Rozendaal ·
Scherpenzeel ·
Tiel ·
Voorst ·
Wageningen ·
West Betuwe ·
West Maas en Waal ·
Westervoort ·
Wijchen ·
Winterswijk ·
Zaltbommel ·
Zevenaar ·
Zutphen